# Dialineura analis
Dialineura analis is een vliegensoort uit de familie van de viltvliegen (Therevidae). De wetenschappelijke naam is gepubliceerd in 1761 door Linnaeus.